# Jöntän Gjamccho
Jöntän Gjamccho (1589 – leden 1617) byl 4. tibetským dalajlamou.
Stejně jako jeho děd Altan-chán byl mongolského původu. Pouze on a 6. dalajlama nebyli tibetského původu. Byl současníkem a studentem prvního pančhenlamy Khäduba Geleg Palzangpa.